# Dundee Harp Football Club
Dundee Harp Football Club foi um clube de futebol com sede em Dundee, Escócia. Fundada em 1879, a equipe faliu em 1894.

## História
Dundee Harp foi fundada para fornecer um foco de interesse esportivo para a grande comunidade católica romana da cidade, em grande parte de ascendência irlandesa, seguindo o exemplo dos líderes da mesma comunidade em Edimburgo que fundaram o Hibernian em 1875 com os mesmos princípios. O terreno do clube estava localizado perto das fábricas de gás na East Dock Street. O clube não competiu em uma liga nacional, principalmente jogando em competições locais e regionais no leste da Escócia.
O resultado mais notável de Harp foi uma vitória por 35-0 contra o Aberdeen Rovers em um jogo disputado em 12 de setembro de 1885. Notavelmente, isso ocorreu no mesmo dia em que o Arbroath venceu o Bon Accord por 36-0, a maior margem de vitória na história do futebol sênior.
Embora o árbitro do jogo Harp-Aberdeen Rovers tenha anotado 37 gols, o secretário de Harp sugeriu que um erro de contagem deve ter ocorrido, pois ele havia registrado apenas 35. O árbitro da partida, reconhecendo que era difícil para ele manter detalhes precisos durante tal dilúvio de gols, aceitou a contagem mais baixa e transferiu o placar oficial de 35-0 para a sede da SFA.
O zagueiro do Dundee Harp, Tom O'Kane, era um ex-jogador do Arbroath e convenceu os dirigentes do clube de Dundee a enviar um telegrama para seus ex-colegas de Gayfield Park se gabando do recorde de sua equipe. Os jogadores e oficiais do Harp não sabiam que Arbroath tinha realmente se saído melhor contra outro infeliz time de Aberdeen naquela mesma tarde. Ao receber o telegrama da Harp, os oficiais da Arbroath tiveram grande prazer em enviar uma resposta vangloriando-se da conquista superior do lado Angus. Foi só quando O'Kane voltou a Arbroath no trem no final da noite de sábado que descobriu a verdade. Os moradores foram rápidos em dizer a ele que o resultado de Arbroath não era brincadeira e que a reivindicação recorde de Harp estava prestes a ser perdida.
Dundee Harp foi suspenso pela SFA em 1894 por incapacidade de pagar garantias de jogos aos clubes visitantes e Harp então desapareceu de cena.

## Títulos
- Forfashire Cup: (3) 1884-85, 1885-86, 1886-87[3]
- Burns Charity Cup: (3) 1883–84, 1884–85, 1885–86[4]